# Piasten (Unternehmen)
Die Piasten GmbH ist ein Drageehersteller in Deutschland und gehört zu Katjes International. Der Unternehmenssitz befindet sich im oberfränkischen Forchheim.

## Geschichte
Das Unternehmen Piasten wurde 1923 in Brieg (Brzeg) in Schlesien gegründet. Nach dem Zweiten Weltkrieg leitete Anton Hofmann im oberfränkischen Forchheim einen Neuanfang der Produktion ein. Ab 1948 konnte dort regulär Schokolade produziert werden. Ab 1962 war Günter Förderer (* 1922) Kaufmännischer Leiter der Kakao- und Schokoladenfabrik Piasten GmbH.
Im Jahr 1992 stieg Cadbury Schweppes in das Unternehmen ein. 1998 übernahm Piasten den Vertrieb von Cadbury-Produkten in Deutschland. Anfang 2003 eröffnete Piasten in der Apothekenstraße in Forchheim das Café Piasten mit Pralinenverkauf. Das Café schloss einige Monate später wieder. Ab 2005 war Piasten durch einen Management-Buy-out wieder unabhängig; die Vertriebskooperation mit Cadbury blieb erhalten. Im Herbst 2014 wurde Piasten von Katjes International übernommen.

## Produkte
Mehr als die Hälfte des Absatzes wird mit Dragees, wie z. B. Schokolinsen, Schokolinsen mini oder der Produktrange unter der Marke „Big Ben“ erzielt. Die Produktpalette umfasst neben Dragees auch Pralinen, Schokolade und saisonale Artikel.
- Piasten Schokolinsen
- Piasten Big Ben
- Piasten Pralinen
- Cadbury Wunderbar (nicht mehr im Sortiment)
- Cadbury Curly Wurly
- Doulton Liqueur Chocolates
- Warner Hudson Brandy Pralinen
- Treets – The Peanut Company

In Forchheim betrieb Piasten den Fabrikverkauf Piasten Werksverkauf bis Ende 2023.